# Chinaza Uchendu
Chinaza Love Uchendu (Lagos, 3 dicembre 1997) è una calciatrice nigeriana, attaccante svincolata.

## Carriera

### Club
Nella prima parte della carriera Uchendu ha giocato in patria, indossando la maglia delle Rivers Angels nella Nigeria Women Premier League, livello di vertice del campionato nigeriano femminile di calcio, dall'inizio del 2017 fino al luglio 2018, trasferendosi nell'estate di quell'anno in Europa, al Braga. disputando il Campeonato Nacional de Futebol Feminino.
Rimane in Portogallo per due stagioni, conquistando un titolo di campione di Portogallo e una supercoppa, quella del 2018, vinta ai rigori sullo Sporting Lisbona, avendo anche l'occasione di debuttare in UEFA Women's Champions League e maturando nella stagione 2019-2020 3 presenze, due delle quali nei due incontri di andata e ritorno dei sedicesimi di finale con le francesi del Paris Saint-Germain, vincitrici per 7-0 in entrambe le partite.
Conclusi gli impegni con il club lusitano a fine stagione, nell'estate di quell'anno si trasferisce nuovamente a un club europeo, sottoscrivendo un accordo con le svedesi del Linköping.
Dopo una parentesi al Galatasaray, il 19 settembre 2024 viene annunciato il suo acquisto da parte del Nantes.
Debutta con le canarine alcuni mesi dopo, il 12 gennaio 2025, subentrando a gara in corso durante l'incontro di coppa di Francia vinto per 0-3 contro il Metz.
Il 30 giugno 2025, al termine di un'annata segnata da infortuni nella quale riesce a ottenere solo sette presenze senza alcuna rete, si svincola dalle canarine.

### Nazionale
Nel 2018 Uchendu riceve la sua prima convocazione dalla Federcalcio nigeriana, chiamata dal commissario tecnico della nazionale nigeriana Thomas Dennerby, inserita nella lista delle 21 giocatrici selezionate per la Coppa delle nazioni africane di Ghana 2018. Durante il torneo viene impiegata solamente nella finale con il Sudafrica, dove rileva Francisca Ordega 8 minuti prima della fine del secondo dei due tempi supplementari. Scelta tra le rigoriste, andando a segno nel quinto dei tiri dagli 11 metri regala l'undicesimo titolo continentale alla Nigeria, che aveva già ottenuto così l'accesso al Mondiale di Francia 2019.
Dennerby continua a concederle fiducia anche l'anno successivo, chiamandola per la Cyprus Cup 2019, dove la Nigeria termina al 7º posto, per il torneo delle quattro nazioni, torneo a invito organizzato dalla Federcalcio cinese, 3º posto davanti alla Romania, e inserendola infine nella lista delle 23 calciatrici in partenza per la Francia comunicata il 25 maggio 2019.

## Palmarès

### Club
- Campionato portoghese: 1

Braga: 2018-2019
- Supercoppa di Portogallo: 1

Braga: 2018
- Campionato turco: 1

Galatasaray: 2023-2024

### Nazionale
- Campionato africano femminile di calcio: 3

2018